# ヒットザターゲット
ヒットザターゲットは、日本の競走馬である。主な勝ち鞍は新潟大賞典、小倉大賞典、京都大賞典、目黒記念。馬名の由来は「的に命中する」。
現役時は「○○大賞典」と付く重賞に強かったため、大賞典キラー（大賞典ハンター）と呼ばれた。

## 戦績

### 競走傾向
ヒットザターゲットは40戦を超える出走歴があり、全て芝の競走のみでダートへの出走経験は無い。主な出走距離は、1801から2000mまでの距離で15走を超える出走経験があり、次いで2001～2400までの距離も10走を超える出走経験がある。競走中に位置取るポジションは10番手から16番手のあたりで4角に差しかかるまでそのポジションをキープし、直線の伸びで勝負する「差し」もしくは「追い込み」のパターンが目立つ。対して、ハナを切るような前付けのポジションに位置取るようなケースは、ほとんど見られない。鞍上を務めた騎手は多岐に渡り15人に及んでいるが、その中で最も鞍上を務めた騎手は小牧太の12鞍となる。

### 2010年 - 2011年
2010年8月22日に小倉競馬場の2歳新馬戦で初出走、鞍上は福永祐一が任され2番人気に評価されるも4着に終わる。以後5走し4度の入着も勝ち星を挙げるには至らなかった。休養を経て2011年5月22日に京都競馬場で復帰、7戦目の6月19日に函館競馬場の3歳未勝利で初勝利を飾った。続いて8戦目の陸奥湾特別（500万下）で2勝目を挙げ、途中セントライト記念などを経て、14戦目の12月18日に小倉競馬場の名古屋日刊スポーツ杯（1000万下）を勝ち3勝目を挙げた。

### 2012年
15戦目の2012年1月22日の関門橋ステークス（1600万下）で4回目の勝利を収め、オープンクラス入りを果たす。17戦目となる4月7日の福島民報杯（OP）で5勝目を挙げ、オープンクラスでも勝利を挙げた。続いて18戦目となる5月6日の新潟大賞典（GIII）で6勝目を挙げ、重賞を初制覇した。以後宝塚記念、札幌記念、オールカマー、と出走を重ねるも、いずれの競走でも11着と戦績が振るわず、前半とは打って変わって22戦目の福島記念で4着に食い込むのが精一杯の戦績に終わった。

### 2013年

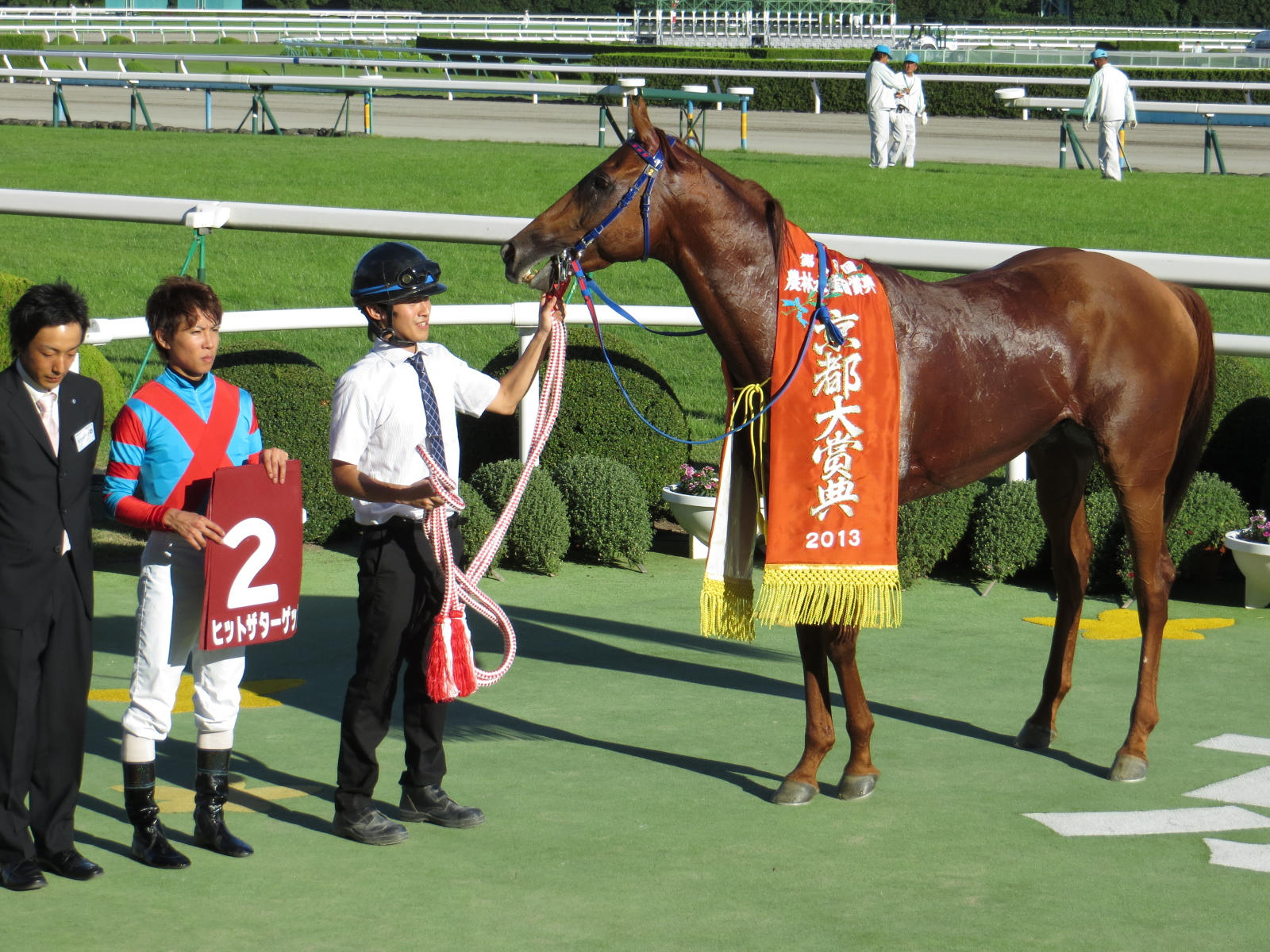
2013年の第48回京都大賞典で表彰されるヒットザターゲットと北村友一

しばらく勝ち星から遠ざかっていたが、24戦目の小倉大賞典で久々に7回目の勝利を挙げ、重賞2勝目を飾った。
2013年10月6日、第48回京都大賞典に出走、ゴールドシップが単勝1.2倍の不動の大本命として据えられた。ほかにヴィルシーナやトーセンラーが出走するなか、ヒットザターゲットは単勝166.2倍、13頭中11番人気の大穴として見られていた。競走が開始されるとヒットザターゲットは6-6-9-8の位置取りと全13頭中で後ろ寄りのポジションにつけるも直線でゴールドシップを仕留め、京都大賞典を射止めてみせ8回目の勝利・重賞3勝目を挙げた。騎手の北村友一は「今日はスタートもよく、内でジッと立ち回れたのが終いの伸びにつながったと思います。直線も手応えよく、どこへ行こうかと迷うほどでした。」と道中の立ち回りを有利に運べたことが勝利につながったと分析するも、北村は同時に「勝てると思っていませんでした。正直びっくりしました。」とも語っており、想定外の勝利に驚いてもいた。ヒットザターゲットの助手を務めた清生からは「以前は気難しさがあってアテにならなかったけど、走ることに対して真面目になってきた」と精神面が成長してきていると第48回京都大賞典を終えたあとに分析している。日刊スポーツではヒットザターゲットを、「なぜか大賞典に強い」と評し、予想王TVでは「大賞典ハンター」と評してみせた。なお前述の京都大賞典でヒットザターゲットが勝利したことにより、WIN5で5カ月ぶりのキャリーオーバー及び2億円の起因となった。また馬単の配当43万4070円は中央競馬の重賞競走史上で最高額を記録し、3連単の配当361万9290円も、中央競馬の重賞競走史上で7番目に高額な配当金として記録され、Sponichi Annexではヒットザターゲットを、2013年における「高配当演出MVP」と位置付けた。

### 2014年 - 2015年
京都大賞典のあとも引き続きGIやGIIレベルの重賞競走へ出走を続けていたが、2014年中では勝利を挙げることは出来ず5着入線レベルの戦績をコンスタントに重ねるのみであった。2014年終了時点で競走数は37戦に達している。
久しく勝利を挙げていなかったヒットザターゲットが9勝目を挙げたのは、41戦目となる2015年5月31日に行われた目黒記念であった。単勝25.3倍の18頭中11番人気に評されているなか、小牧太の手により勝利を挙げた。

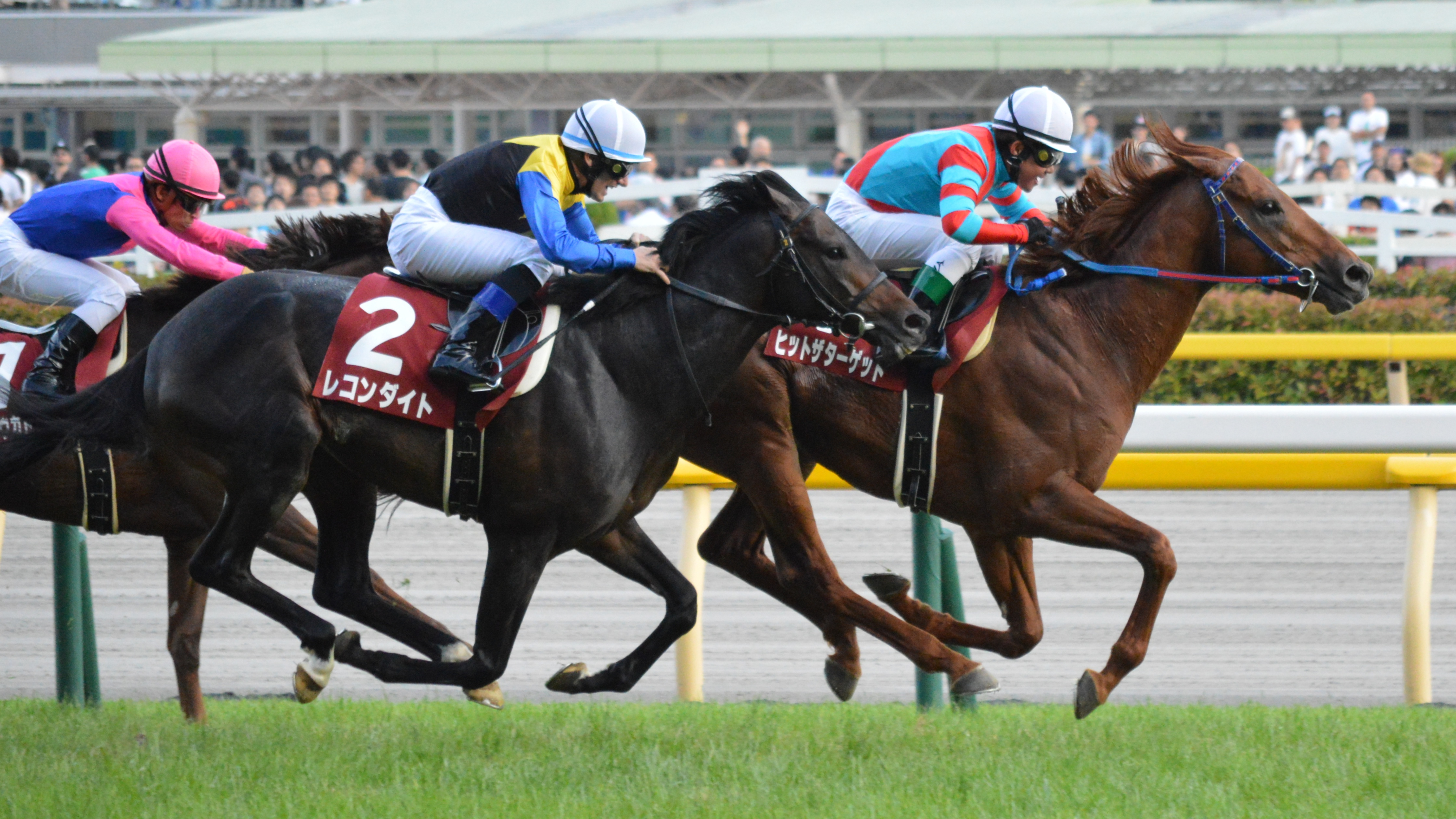
2015年目黒記念
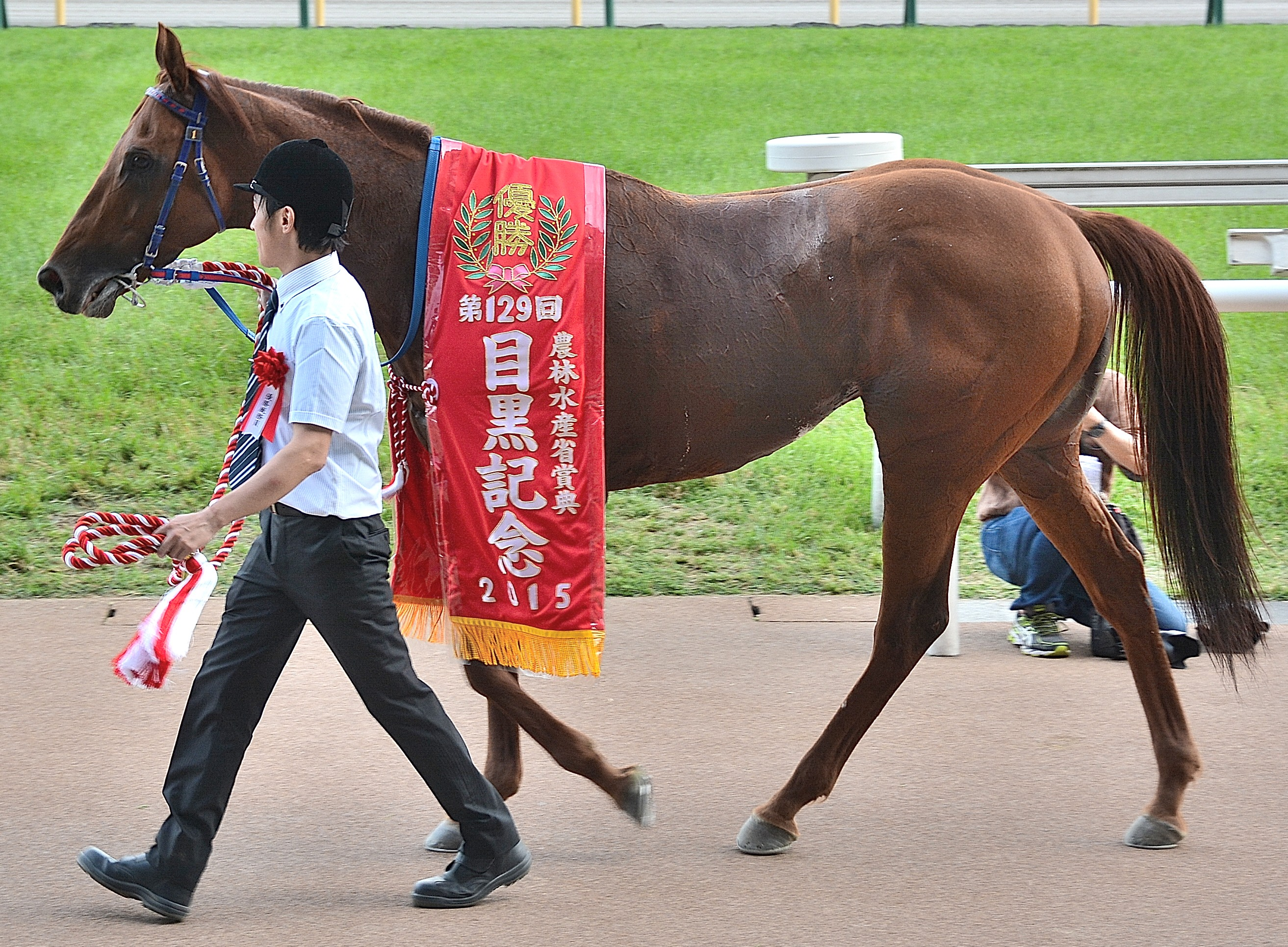
表彰式

### 2016年 - 2018年
2018年3月2日付でJRAの競走馬登録を抹消。引退後はJRA馬事公苑で乗馬になることが発表された。
2021年より青森県立三本木農業高等学校馬術部に繋養されている。2022年からは引退名馬繋養展示事業の対象馬となった。
なお、初重賞勝利の2012年新潟大賞典から引退レースとなった2018年小倉大賞典まで、40戦連続で重賞に出走しており、これはJRAにおける連続重賞出走の最多記録である（地方交流重賞を含めると、63戦連続出走のノボトゥルーが最多）。また中央競馬のグレードレース出走回数は42戦に達しており、これはブリリアントロードとロサードの41戦の記録を更新するものである。

## 競走成績
| 年月日     | 競馬場 | 競走名               | 格       | 頭数 | オッズ | （人気） | 着順 | 騎手       | 斤量 | 距離（馬場）  | タイム （上がり3F） | 着差 | 勝ち馬/（2着馬）       |
| ---------- | ------ | -------------------- | -------- | ---- | ------ | -------- | ---- | ---------- | ---- | ------------- | ------------------- | ---- | ---------------------- |
| 2010.08.22 | 小倉   | 2歳新馬              |          | 16   | 004.7  | 0（2人） | 04着 | 福永祐一   | 54   | 芝1800m（良） | 1:52.2（34.9）      | -0.3 | マイネジャンヌ         |
| 0000.09.20 | 阪神   | 2歳未勝利            |          | 11   | 005.4  | 0（3人） | 02着 | 福永祐一   | 54   | 芝1800m（良） | 1:49.6（33.9）      | -0.0 | マイネルヴェステン     |
| 0000.10.17 | 京都   | 2歳未勝利            |          | 15   | 004.2  | 0（2人） | 08着 | 福永祐一   | 55   | 芝1800m（良） | 1:48.9（34.9）      | -0.5 | エクスビート           |
| 0000.11.06 | 京都   | 2歳未勝利            |          | 10   | 004.1  | 0（3人） | 03着 | 福永祐一   | 55   | 芝2000m（良） | 2:03.4（35.7）      | -0.4 | ゴールドブライアン     |
| 0000.12.05 | 阪神   | 2歳未勝利            |          | 12   | 009.9  | 0（5人） | 03着 | 福永祐一   | 55   | 芝2000m（良） | 2:02.4（34.7）      | -0.3 | イデア                 |
| 2011.05.22 | 京都   | 3歳未勝利            |          | 18   | 004.0  | 0（2人） | 07着 | 福永祐一   | 56   | 芝1800m（重） | 1:50.7（36.3）      | -0.7 | ヤマニンシバルリー     |
| 0000.06.19 | 函館   | 3歳未勝利            |          | 16   | 003.9  | 0（2人） | 01着 | 安藤勝己   | 56   | 芝2000m（良） | 2:01.2（36.4）      | -0.4 | （ヤマニンアベイユ）   |
| 0000.07.10 | 函館   | 陸奥湾特別           | 500万下  | 10   | 002.1  | 0（1人） | 01着 | 安藤勝己   | 54   | 芝2000m（良） | 2:01.7（36.8）      | -0.3 | （ヴァンダライズ）     |
| 0000.07.24 | 函館   | 松前特別             | 1000万下 | 10   | 004.1  | 0（3人） | 04着 | 安藤勝己   | 54   | 芝2600m（良） | 2:42.3（35.1）      | -0.8 | ドリームセーリング     |
| 0000.08.28 | 札幌   | 阿寒湖特別           | 1000万下 | 11   | 009.1  | 0（5人） | 02着 | 川田将雅   | 54   | 芝2600m（良） | 2:42.2（37.3）      | -0.7 | スマートロビン         |
| 0000.09.18 | 中山   | セントライト記念     | GII      | 17   | 044.5  | （13人） | 16着 | 中舘英二   | 56   | 芝2200m（良） | 2:13.0（36.8）      | -2.7 | フェイトフルウォー     |
| 0000.10.30 | 京都   | 高雄特別             | 1000万下 | 14   | 034.1  | 0（9人） | 05着 | 藤田伸二   | 54   | 芝2400m（良） | 2:27.0（34.3）      | -0.2 | イグアス               |
| 0000.11.19 | 京都   | 八瀬特別             | 1000万下 | 11   | 009.1  | 0（5人） | 10着 | 藤田伸二   | 55   | 芝2400m（不） | 2:34.2（40.7）      | -3.6 | タニノエポレット       |
| 0000.12.18 | 小倉   | 名古屋日刊スポーツ杯 | 1000万下 | 14   | 008.8  | 0（5人） | 01着 | 和田竜二   | 55   | 芝2600m（良） | 2:39.8（35.7）      | -0.0 | （エーシンミラージュ） |
| 2012.01.22 | 小倉   | 関門橋S              | 1600万下 | 11   | 022.4  | 0（8人） | 01着 | 太宰啓介   | 56   | 芝2000m（重） | 2:02.6（34.8）      | -0.0 | （マルカボルト）       |
| 0000.03.04 | 中京   | 中日新聞杯           | GIII     | 17   | 012.6  | 0（5人） | 04着 | 太宰啓介   | 55   | 芝2000m（良） | 2:02.6（35.0）      | -0.4 | スマートギア           |
| 0000.04.07 | 福島   | 福島民報杯           | OP       | 14   | 006.9  | 0（3人） | 01着 | 古川吉洋   | 56   | 芝2000m（良） | 1:58.2（34.8）      | -0.1 | （ダノンスパシーバ）   |
| 0000.05.06 | 新潟   | 新潟大賞典           | GIII     | 15   | 010.1  | 0（5人） | 01着 | 古川吉洋   | 56   | 芝2000m（稍） | 1:59.0（35.4）      | -0.3 | （ダンツホウテイ）     |
| 0000.06.24 | 阪神   | 宝塚記念             | GI       | 16   | 087.6  | （14人） | 11着 | 古川吉洋   | 58   | 芝2200m（良） | 2:14.4（38.3）      | -3.5 | オルフェーヴル         |
| 0000.08.19 | 札幌   | 札幌記念             | GII      | 14   | 011.5  | 0（3人） | 11着 | 古川吉洋   | 57   | 芝2000m（良） | 1:59.8（36.0）      | -1.1 | フミノイマージン       |
| 0000.09.23 | 中山   | オールカマー         | GII      | 16   | 026.0  | 0（8人） | 11着 | 古川吉洋   | 56   | 芝2200m（重） | 2:17.0（37.1）      | -1.5 | ナカヤマナイト         |
| 0000.11.18 | 福島   | 福島記念             | GIII     | 16   | 010.6  | 0（5人） | 04着 | 大野拓弥   | 57   | 芝2000m（稍） | 1:59.8（35.1）      | -0.3 | ダイワファルコン       |
| 2013.01.05 | 中山   | 中山金杯             | GIII     | 16   | 016.6  | 0（6人） | 10着 | 蛯名正義   | 57   | 芝2000m（良） | 2:00.1（34.6）      | -0.6 | タッチミーノット       |
| 0000.02.17 | 小倉   | 小倉大賞典           | GIII     | 16   | 010.6  | 0（6人） | 01着 | 大野拓弥   | 57   | 芝1800m（良） | 1:46.4（34.3）      | -0.0 | （ダコール）           |
| 0000.03.31 | 阪神   | 大阪杯               | GII      | 14   | 111.3  | 0（7人） | 08着 | 大野拓弥   | 56   | 芝2000m（良） | 1:59.9(33.6)        | -0.9 | オルフェーヴル         |
| 0000.05.26 | 東京   | 目黒記念             | GII      | 18   | 105.2  | （14人） | 04着 | 大野拓弥   | 57.5 | 芝2500m（良） | 2:30.0(34.3)        | -0.4 | ムスカテール           |
| 0000.06.23 | 阪神   | 宝塚記念             | GI       | 11   | 090.8  | 0（9人） | 11着 | 福永祐一   | 58   | 芝2200m（良） | 2:15.6(37.1)        | -2.4 | ゴールドシップ         |
| 0000.10.06 | 京都   | 京都大賞典           | GII      | 13   | 166.2  | （11人） | 01着 | 北村友一   | 56   | 芝2400m（良） | 2:22.9(34.0)        | -0.0 | （アンコイルド）       |
| 0000.10.27 | 東京   | 天皇賞（秋）         | GI       | 17   | 072.8  | （11人） | 07着 | 北村友一   | 58   | 芝2000m（良） | 1:59.2(35.9)        | -1.7 | ジャスタウェイ         |
| 0000.11.24 | 東京   | ジャパンC            | GI       | 17   | 035.3  | 0（8人） | 11着 | 武豊       | 57   | 芝2400m（良） | 2:26.6(34.6)        | -0.5 | ジェンティルドンナ     |
| 2014.02.16 | 京都   | 京都記念             | GII      | 12   | 028.7  | 0（5人） | 05着 | C.デムーロ | 57   | 芝2200m（稍） | 2:16.4(34.0)        | -0.4 | デスペラード           |
| 0000.03.23 | 阪神   | 阪神大賞典           | GII      | 09   | 015.2  | 0（4人） | 05着 | 武豊       | 57   | 芝3000m（良） | 3:08.3(35.5)        | -1.7 | ゴールドシップ         |
| 0000.05.04 | 京都   | 天皇賞（春）         | GI       | 18   | 206.5  | （16人） | 15着 | 北村友一   | 58   | 芝3200m（良） | 3:16.6(36.0)        | -1.5 | フェノーメノ           |
| 0000.06.29 | 阪神   | 宝塚記念             | GI       | 12   | 070.9  | （12人） | 04着 | 武豊       | 58   | 芝2200m（良） | 2:14.6(35.3)        | -0.7 | ゴールドシップ         |
| 0000.10.14 | 京都   | 京都大賞典           | GII      | 12   | 008.1  | 0（4人） | 04着 | 岩田康誠   | 57   | 芝2400m（良） | 2:22.9(33.5)        | -0.3 | ラストインパクト       |
| 0000.11.02 | 東京   | 天皇賞（秋）         | GI       | 18   | 034.6  | （10人） | 05着 | 武豊       | 58   | 芝2000m（良） | 1:59.9(33.8)        | -0.2 | スピルバーグ           |
| 0000.11.30 | 東京   | ジャパンC            | GI       | 18   | 045.5  | （10人） | 12着 | 武豊       | 57   | 芝2400m（良） | 2:25.2(36.0)        | -2.1 | エピファネイア         |
| 2015.02.22 | 小倉   | 小倉大賞典           | GIII     | 16   | 009.8  | 0（4人） | 12着 | 古川吉洋   | 57.5 | 芝1800m（重） | 1:49.6(37.2)        | -1.3 | カレンブラックヒル     |
| 0000.03.14 | 中京   | 中日新聞杯           | GIII     | 18   | 021.6  | （10人） | 09着 | 北村友一   | 57.5 | 芝2000m（良） | 2:02.3(35.5)        | -1.1 | ディサイファ           |
| 0000.05.10 | 新潟   | 新潟大賞典           | GIII     | 16   | 029.4  | 0（9人） | 11着 | 古川吉洋   | 57   | 芝2000m（良） | 2:00.2(33.2)        | -0.6 | ダコール               |
| 0000.05.31 | 東京   | 目黒記念             | GII      | 18   | 025.3  | （11人） | 01着 | 小牧太     | 57   | 芝2500m（良） | 2:29.7(34.4)        | -0.2 | （レコンダイト）       |
| 0000.08.23 | 札幌   | 札幌記念             | GII      | 15   | 029.8  | 0（8人） | 02着 | 小牧太     | 57   | 芝2000m（良） | 1:59.0(34.9)        | -0.0 | ディサイファ           |
| 0000.11.29 | 東京   | ジャパンC            | GI       | 18   | 069.8  | （14人） | 13着 | 小牧太     | 57   | 芝2400m（良） | 2:25.3(34.0)        | -0.6 | ショウナンパンドラ     |
| 0000.12.27 | 中山   | 有馬記念             | GI       | 16   | 055.4  | （13人） | 13着 | 小牧太     | 57   | 芝2500m（良） | 2:33.7(35.1)        | -0.7 | ゴールドアクター       |
| 2016.05.29 | 東京   | 目黒記念             | GII      | 18   | 024.0  | 0（8人） | 03着 | 小牧太     | 58   | 芝2500m（良） | 2:30.7(34.5)        | -0.1 | クリプトグラム         |
| 0000.06.26 | 阪神   | 宝塚記念             | GI       | 17   | 201.8  | （17人） | 10着 | 小牧太     | 58   | 芝2200m（稍） | 2:14.3(37.2)        | -1.5 | マリアライト           |
| 0000.08.21 | 札幌   | 札幌記念             | GII      | 16   | 023.4  | 0（6人） | 10着 | 小牧太     | 57   | 芝2000m（稍） | 2:03.4(37.8)        | -1.7 | ネオリアリズム         |
| 0000.10.10 | 京都   | 京都大賞典           | GII      | 10   | 049.0  | 0（7人） | 05着 | 小牧太     | 56   | 芝2400m（良） | 2:25.9(33.5)        | -0.4 | キタサンブラック       |
| 0000.11.27 | 東京   | ジャパンC            | GI       | 17   | 239.4  | （17人） | 15着 | 小牧太     | 57   | 芝2400m（良） | 2:27.2(34.0)        | -1.4 | キタサンブラック       |
| 0000.12.25 | 中山   | 有馬記念             | GI       | 16   | 189.6  | （15人） | 12着 | 田辺裕信   | 57   | 芝2500m（良） | 2:34.1(36.1)        | -1.5 | サトノダイヤモンド     |
| 2017.03.11 | 中京   | 金鯱賞               | GII      | 16   | 169.7  | （16人） | 13着 | 古川吉洋   | 56   | 芝2000m（良） | 1:59.7(34.4)        | -0.5 | ヤマカツエース         |
| 0000.05.28 | 東京   | 目黒記念             | GII      | 18   | 070.2  | （15人） | 13着 | 大野拓弥   | 57.5 | 芝2500m（良） | 2:32.3(34.8)        | -1.4 | フェイムゲーム         |
| 0000.06.25 | 阪神   | 宝塚記念             | GI       | 11   | 167.1  | （10人） | 11着 | 川田将雅   | 58   | 芝2200m（稍） | 2:13.2(36.4)        | -1.8 | サトノクラウン         |
| 0000.10.09 | 京都   | 京都大賞典           | GII      | 15   | 126.0  | （11人） | 07着 | 小牧太     | 56   | 芝2400m（良） | 2:23.6(34.2)        | -0.6 | スマートレイアー       |
| 0000.11.05 | 東京   | アルゼンチン共和国杯 | GII      | 16   | 095.8  | （13人） | 12着 | 三浦皇成   | 57   | 芝2500m（良） | 2:31.3(36.0)        | -1.3 | スワーヴリチャード     |
| 2018.01.14 | 京都   | 日経新春杯           | GII      | 12   | 072.8  | （10人） | 06着 | 小牧太     | 56   | 芝2400m（良） | 2:27.3(35.2)        | -1.4 | パフォーマプロミス     |
| 0000.02.18 | 小倉   | 小倉大賞典           | GIII     | 16   | 034.6  | （11人） | 13着 | 小牧太     | 56   | 芝1800m（良） | 1:47.2(34.6)        | -1.1 | トリオンフ             |

- 上記「競走成績」は、netkeiba.com「ヒットザターゲットの競走成績」に基づく[7]。

## 血統表
| ヒットザターゲットの血統      | ヒットザターゲットの血統              | ヒットザターゲットの血統      | （血統表の出典）         | （血統表の出典）  |
| 父系                          | ミスタープロスペクター系              | ミスタープロスペクター系      | ミスタープロスペクター系 | [ § 2 ]           |
| 父 キングカメハメハ 2001 鹿毛 | 父の父Kingmambo 1990 鹿毛             | Mr. Prospector                | Raise a Native           | Raise a Native    |
| 父 キングカメハメハ 2001 鹿毛 | 父の父Kingmambo 1990 鹿毛             | Mr. Prospector                | Gold Digger              |                   |
| 父 キングカメハメハ 2001 鹿毛 | 父の父Kingmambo 1990 鹿毛             | Miesque                       | Nureyev                  | Nureyev           |
| 父 キングカメハメハ 2001 鹿毛 | 父の父Kingmambo 1990 鹿毛             | Miesque                       | Pasadoble                |                   |
| 父 キングカメハメハ 2001 鹿毛 | 父の母*マンファス Manfath 1991 黒鹿毛 | *ラストタイクーン Last Tycoon | *トライマイベスト        | *トライマイベスト |
| 父 キングカメハメハ 2001 鹿毛 | 父の母*マンファス Manfath 1991 黒鹿毛 | *ラストタイクーン Last Tycoon | Mill Princess            |                   |
| 父 キングカメハメハ 2001 鹿毛 | 父の母*マンファス Manfath 1991 黒鹿毛 | Pilot Bird                    | Blakeney                 | Blakeney          |
| 父 キングカメハメハ 2001 鹿毛 | 父の母*マンファス Manfath 1991 黒鹿毛 | Pilot Bird                    | The Dancer               |                   |
| 母 ラティール 1995 芦毛       | 母の父タマモクロス 1984 芦毛          | シービークロス                | フォルティノ             | フォルティノ      |
| 母 ラティール 1995 芦毛       | 母の父タマモクロス 1984 芦毛          | シービークロス                | ズイシヨウ               |                   |
| 母 ラティール 1995 芦毛       | 母の父タマモクロス 1984 芦毛          | グリーンシャトー              | *シャトーゲイ            | *シャトーゲイ     |
| 母 ラティール 1995 芦毛       | 母の父タマモクロス 1984 芦毛          | グリーンシャトー              | クインビー               |                   |
| 母 ラティール 1995 芦毛       | 母の母ソルティーレディー 1987 黒鹿毛  | ニホンピロウイナー            | *スティールハート        | *スティールハート |
| 母 ラティール 1995 芦毛       | 母の母ソルティーレディー 1987 黒鹿毛  | ニホンピロウイナー            | ニホンピロエバート       |                   |
| 母 ラティール 1995 芦毛       | 母の母ソルティーレディー 1987 黒鹿毛  | ダイナバーディ                | *ノーザンテースト        | *ノーザンテースト |
| 母 ラティール 1995 芦毛       | 母の母ソルティーレディー 1987 黒鹿毛  | ダイナバーディ                | *タミーズターン          |                   |
| 母系(F-No.)                   | (FN:F8 - h)                           | (FN:F8 - h)                   | (FN:F8 - h)              | [ § 3 ]           |
| 5代内の近親交配               | Northern Dancer S5×S5×M5              | Northern Dancer S5×S5×M5      | Northern Dancer S5×S5×M5 | [ § 4 ]           |
| 出典                          | 1. 2. 3. 4.                           | 1. 2. 3. 4.                   | 1. 2. 3. 4.              | 1. 2. 3. 4.       |

- 母ラティールはオークス4着。愛知杯2着がある[18]。